# Гребля Дерінер
ГЕС Дерінер (тур. Deriner Barajı)  - бетонна аркова гребля з подвійною кривизною на річці Чорох (знаходиться в каскаді між ГЕС Артвін та ГЕС Borçka) в 5 км на схід від міста Артвін (провінція Артвін, Туреччина). Основна мета греблі ГЕС виробництво електроенергії і боротьба з повенями. Будівництво греблі розпочалося у 1998 році, водосховище почали заповнювати у лютому 2012 року, спорудження ГЕС було завершено до лютого 2013 року ГЕС має потужність 670 МВт і є найвищою греблею Туреччини  Замовником будівництва є Державний департамент гідравлічних робіт (Туреччина) і побудований консорціумом турецьких, російських і швейцарських компаній. У розробці проекту брали участь спеціалісти британської компанії українського походження Duglas Alliance.

## Історія
Будівництво греблі Дерінер розпочато у січні 1998 року, до кінця 2005 року річка Чорох була відведена від будівельного майданчика і розпочато підготовка фундаменту. Річку було перенаправлено за допомогою 937 м підковоподібного тунелю діаметром 11,7 м на правому березі. Прийшлося виконати великий обсяг виїмки ґрунту, за для будівництва фундаменту на гранодіоритах. За для забезпечення кріплення, було змонтовано понад 2000 анкерів. Наприкінці 2005 року було розпочато заливку бетону у фундамент греблі , але через брак фінансування, це було відкладено з вересня 2006 року на вересень 2007 року. У січні 2008 року гребля досягла висоти 66 м
На середину 2010 року, було укладено 2300000 м³ від необхідних 3400000 м³ бетону - 93% проекту було завершено, також було завершено водозлив всередині тіла греблі 24 лютого 2012 року гребля була завершена і розпочато наповнення водосховища. ГЕС була введена в експлуатацію у лютому 2013 року

## Технічна характеристика

### Гребля
Гребля Дерінер має 249 м заввишки та 720 м завдовжки бетонна аркова гребля з подвійною кривизною. Базова ширина - 60 м і ширина гребеня на верхній консолі - 1 м. Загалом укладено у тіло греблі 3,400,000 м³ бетону. Водоскид складається з 8 шлюзів розміром 2,8 м х 5,6 м, що мають максимальну водоскидну спроможність 7000 м³/сек. Аварійний водоскид це два тунелі, на протилежних краях греблі. Правий тунель має 459 м завдовжки, лівий - 472 м. Разом обидва тунелі спроможні скидати  2,250 m³/s.  Водосховище має сточище - 18,389 км³, об'єм - 1,970,000,000 м³ та корисний об'єм -  960,000,000 м³

### ГЕС
Машзал знаходиться під землею на правому березі і має 20 м завширшки, 126 м завдовжки та 45 м заввишки, там розташовані вертикальні радіально-осьові турбіни, які мають сумарну потужність 670 МВт з річним виробленням 2118 ГВт год. Вода подається на турбіни водогоном  діаметром 9 м. Відпрацьована вода скидається 74 м підковоподібним тунелем